# Carlos Santos (político peruano)
Carlos Santos fue un político peruano. 
Fue elegido miembro del Congreso Constituyente de 1867 por la provincia de Quispicanchi durante el gobierno de Mariano Ignacio Prado. Este congreso expidió la Constitución Política de 1867, la octava que rigió en el país, y que sólo tuvo una vigencia de cinco meses desde agosto de 1867 a enero de 1868. 